# Séraphine
Séraphine är en fransk-belgisk biografisk dramafilm från 2008 i regi av Martin Provost.

## Utmärkelser
Filmen vann sju Césarpriser 2009, däribland priset för bästa film.

## Handling
Konstsamlaren Wilhelm Uhde upptäcker att hans hushållerska har stor konstnärlig talang.

## Roller (urval)
- Yolande Moreau – Séraphine Louis
- Ulrich Tukur – Wilhelm Uhde
- Anne Bennent – Anne-Marie Uhde
- Geneviève Mnich – mme Duphot
- Nico Rogner – Helmut Kolle
- Adélaïde Leroux – Minouche
- Serge Larivière – Duval
- Françoise Lebrun – abbedissan
- Anne Benoît – mme Delonge